# Yves Laissus
Pour les articles homonymes, voir Laissus.
Yves Jean-Marie Laissus, né le 6 janvier 1930 à Boulogne-Billancourt, est un archiviste paléographe français, spécialiste de l'histoire de l'Égypte au XIXe siècle ainsi que du Muséum national d'histoire naturelle.

## Biographie
Yves Laissus est le fils de l'ingénieur chimiste et métallurgiste Joseph Laissus (1900-1969). Ancien directeur de la bibliothèque centrale du Muséum national d'histoire naturelle, Yves Laissus a été inspecteur général honoraire des bibliothèques, président de la Section d’histoire des sciences et des techniques du Comité des travaux historiques et scientifiques ainsi que membre du Comité national français d’histoire et de philosophie des sciences. On lui doit plus de cent soixante-dix ouvrages et articles consacrés, pour l'essentiel, aux aspects scientifiques de l’expédition en Égypte de Bonaparte et ses développements, ainsi qu’au Jardin du roi (devenu le Muséum national d'histoire naturelle en 1793).
De 1991 à 2004, Yves Laissus a été président de la Société des Amis du Muséum national d'histoire naturelle et du Jardin des plantes, association dont il est toujours président d'honneur.

## Œuvres
- Joseph Laissus (1900-1969), PUF, 1969
- (it + fr) Gli uccelli in egitto descritti dagli scienziati di Napoleone a cura di Yves Laissus, prefazione di Fulco Pratesi. Roma, Edizioni dell’Elefante, 1992. 120 p. ill. coul. (texte en italien et en français : Les planches d’oiseaux de la Description de l’Égypte.)
- Les Animaux du Muséum, Imprimerie nationale, 1993, en collaboration avec Jean-Jacques Petter
- Le Muséum d’histoire naturelle, 1995 puis 2003, coll. « Découvertes Gallimard/Culture et société » (n° 249)
- L’Égypte, une aventure savante, 1798-1801, Fayard, 1998 (Prix Diane Potier-Boès de l’Académie française)[1]
- Jomard, le dernier Égyptien, 1777-1862, Fayard, 2004 (prix de Joest de l’Académie des inscriptions et belles-lettres et prix Jomard de la Société de géographie)
- « Étude sur la publication de la Description de l’Égypte », Revue d’Égyptologie, tome 56, Paris, Éditions Peeters, 2005, p. 215-250.
- La Description de l’Égypte : Une aventure humaine et éditoriale. Paris, Réunion des Musées nationaux, 2009. 33 cm, 222 p., ill. (Reproduction de 85 planches dont certaines dépliantes.)
- Pierre-Simon Girard. Des eaux du Nil au canal de l’Ourcq. Paris, Presses des Ponts et Chaussées, 2017. 24 cm, 574 p., ill
- Buffon. La nature en majesté, 2007, coll. « Découvertes Gallimard/Sciences et techniques » (no 504)
- Louis Costaz (En préparation.)